# Okuma
Okuma Corporation (オークマ株式会社 Ōkuma Kabushiki-gaisha) (TYO: 6103
) er en japansk producent af maskinværktøj, som er baseret i Ōguchi, Aichi-præfekturet. De satser især på værktøj til CNC-maskiner. De tilbyder også automation og servomotorer.
Virksomheden blev etableret i 1898 som Okuma Noodle Machine Co.